# Parks (Nebraska)
Parks – jednostka osadnicza w Stanach Zjednoczonych, w stanie Nebraska, w hrabstwie Dundy.